# 陈科含
陈科含（1971年10月1日—），云南昆明人，回族，昆明家乐福超市有限公司工会主席，第十二届、十三届全国人大代表。

## 生平
2002年4月澳大利亚卧龙岗大学工商管理学专业硕士毕业。2002年6月起在昆明家乐福超市有限公司工作。2007年1月任昆明家乐福超市有限公司工会主席。